# 浅見敦夫
| (13691) あきえ                                  | 1997年9月30日     |
| (13815) 古谷                                    | 1998年12月22日    |
| (17683) 神奈川                                  | 1997年1月10日     |
| (39799) 秦野                                    | 1997年10月23日    |
| (47086) 震生湖                                  | 1999年1月10日     |
| (55875) 広畑ヶ丘                                | 1997年11月1日     |
| (152647) 梨奈子                                 | 1997年10月29日    |
| (546751)2010 XR66                               | 2010年12月10日[1] |
| (561887)2015 VF143                              | 2007年12月8日[2]  |
| - [1]坂本強と共同発見 - [2]浦川聖太郞と共同発見 |                   |

浅見 敦夫（あさみ あつお）は日本のアマチュア天文家。自宅にある秦野観測所（IAU Code: 355）にて彗星や小惑星の観測を行う。秦野からは7個の小惑星を発見した。日本スペースガード協会の会員でもある。美星スペースガードセンター総務主任。